# Chabbi, Shirhatti
Chabbi là một làng thuộc tehsil Shirhatti, huyện Gadag, bang Karnataka, Ấn Độ.